# Balamber
Balamber (también conocido como Balamir, Balamur y muchas otras variantes) era un jefe de los hunos, mencionado por Jordanes en su Getica (c. 550 DC). Jordanes simplemente lo llamó "rey de los hunos" (en latín: rex Hunnorum) y escribe la historia de Balamber aplastando a las tribus de los ostrogodos en algún momento entre 370 y más probablemente 376 AD.
Bajo el liderazgo de este caudillo los hunos hacen su aparición en la estepa póntica en donde primeramente subyugaron a los sármatas alanos que habitaban entre los ríos Don y Volga. Alrededor del 375 los hunos y alanos atacaron al reino ostrogodo de Hermanarico, el cual se quitó la vida al ver sus tierras invadidas. La mayoría de los ostrogodos fueron tomados como súbditos por los hunos, otros grupos huyeron en dirección suroeste, hacia la tierra de los visigodos, los cuales pidieron asilo al Imperio romano de Oriente y se instalaron en Moesia, al sur del Danubio. Es posible que los hunos también sometieran a las poblaciones eslavas de la zona, como los antes.
Varios historiadores argumentan que Balamber puede no haber existido, y fue una simple confusión de otros gobernantes o incluso una invención. Se desconoce la fecha de la muerte de Balamber, su sucesor según las fuentes clásicas fue Uldin.